# Zákeřnicovití
Zákeřnicovití (Reduviidae Latreille, 1807) jsou čeleď polokřídlého hmyzu, patřící do podřádu ploštice. Má přes 7000 zástupců. V naprosté většině se jedná o dravý hmyz, který usmrcuje a vysává své oběti svým sosákem (rostrum). Někteří zákeřnicovití (podčeleď Triatominae) jsou ektoparaziti a sají krev a jsou člověku nebezpeční jako přenašeči parazita Trypanosoma cruzi.